# كولبي سلاتر
كولبي سلاتر (بالإنجليزية: Colby Slater)‏ هو لاعب اتحاد الرغبي أمريكي، ولد في 30 أبريل 1896 في بيركيلي في الولايات المتحدة، وتوفي في 30 يناير 1965.

## وصلات خارجية
- كولبي سلاتر عل موقع إسبنسكروم (الإنجليزية)
- كولبي سلاتر على موقع أوليمبيديا (الإنجليزية)